# ブリン・ターフェル
サー・ブリン・ターフェル（Bryn Terfel、1965年9月9日 - ）は、イギリスのバス・バリトン歌手。本名はブリン・ターフェル・ジョーンズ（Bryn Terfel Jones）。ウェールズ語での発音はブルィン・テルヴェル([ˈbrɨn ˈtɛrvɛl])。CBE。

## 経歴
北ウェールズのパントグラスの農家に生まれ、ロンドンのギルドホール音楽演劇学校を卒業。1989年にBBCカーディフ国際声楽コンクールで入賞（優勝はディミトリー・ホロストフスキー）し、1990年にウェールズ・ナショナル・オペラにおいて「コジ・ファン・トゥッテ」のグリエルモ役でデビュー。1991年にイングリッシュ・ナショナル・オペラ（「フィガロの結婚」のタイトルロール）、1992年にはロイヤル・オペラ・ハウス（「ドン・ジョヴァンニ」のマゼット役）、ザルツブルク音楽祭（「サロメ」のヨハネ役)でそれぞれデビューし、ドイツ・グラモフォンと契約する。さらに1993年にはパリのシャトレ座、1994年にはニューヨークのメトロポリタン歌劇場に進出、そのレパートリーもジェームズ・レヴァインの指揮でマーラーの交響曲第8番を歌い（アメリカ、イリノイ州のラヴィニア・フェスティバル）、ワーグナー、ストラヴィンスキーなど、より重いものに拡がった。一方でポピュラー音楽など他分野にも意欲的であり、バリー・ワーズワース指揮ロンドン交響楽団と協演したアルバム「シンプル・ギフト」で2007年の第49回グラミー賞を獲得している。2000年からウェールズでファイノル・フェスティヴァル（Faenol Festival）を自ら主催している。

## 家族
幼馴染と結婚し3人の子供がいるが、2012年に離婚している。